# Riceboy Sleeps
Riceboy Sleeps è un album in studio del musicista islandese Jónsi e del musicista statunitense Alex Somers, pubblicato il 20 luglio 2009 dalla Parlophone.

## Tracce
1. Happiness – 9:18
2. Atlas Song – 8:30
3. Indian Summer – 9:10
4. Stokkseyri – 7:08
5. Boy 1904 – 5:09
6. All the Big Trees – 5:51
7. Daníell in the Sea – 6:54
8. Howl – 8:22
9. Sleeping Giant – 6:41